# شيب هوبر
شيب هوبر (بالإنجليزية: Chip Hooper)‏ مواليد 29 أغسطس 1963 في واشنطن العاصمة، هو لاعب كرة مضرب أمريكي سابق وكان يلعب باليد اليمنى. أعلى تصنيف له في الفردي كان المركز الـ 17 في سنة 1982. حقق الوصافة في بطولة أوكلاند للفردي سنة. فاز ببطولة تورنتو للزوجي في سنة 1986.

## روابط خارجية
- شيب هوبر على موقع رابطة محترفي التنس (الإنجليزية)
- شيب هوبر على موقع الاتحاد الدولي لكرة المضرب (الإنجليزية)
- شيب هوبر على موقع خلاصة التنس.كوم (الإنجليزية)